# Rhomboarctus
Genre
Rhomboarctus est un genre de tardigrades de la famille des Styraconixidae. 

## Liste des espèces
Selon Degma, Bertolani et Guidetti, 2016 :
- Rhomboarctus aslaki Hansen, Gallo D’Addabbo & de Zio Grimaldi, 2003
- Rhomboarctus duplicicaudatus Hansen, Gallo D’Addabbo & de Zio Grimaldi, 2003
- Rhomboarctus thomassini Renaud-Mornant, 1984

## Publication originale
- Renaud-Mornant, 1984 : Halechiniscidae (Heterotardigrada) de la campagne Benthedi, Canal du Mozambique. Bulletin du Muséum National d'Histoire Naturelle Section A Zoologie Biologie et Écologie Animales, vol. 6, no 1, p. 67-88.